# Usedlost čp. 4 (Dřevčice)
Venkovská usedlost čp. 4 v centru vsi Dřevčice, které jsou administrativně jednou z částí města Dubá v okrese Česká Lípa v Libereckém kraji, je zapsaná jako kulturní památka v Ústředním seznamu nemovitých kulturních památek České republiky. Výstavný klasicistní statek se nachází na území  Chráněné krajinné oblasti Kokořínsko – Máchův kraj, která je v této části českolipského okresu zároveň totožná s územím evropsky významné lokality Roverské skály.

## Historie
První zmínky o vsi Dřevčice (Drzewczycz,  Drzyewiczye apod.) jako o zemanském sídle se objevují již v druhé polovině 14. století, konkrétně mezi roky 1363–1373 ve spojitosti se jménem Soběhrda z Dřevčic. Po Soběhrdovi přešly Dřevčice do vlastnictví Berků z Dubé – například Jindřich Berka z Dubé, zvaný Vaněk, v roce 1402 získal jako dědický podíl kromě vsi Dřevčic s dvorem také Chudý hrádek, rybník Kuchynky s mlýnem, poplužní dvůr ve Vřísku, pustou ves Zdislav, vesnice Sušici a Nedvězí, město Dubou a další majetky. Později Dřevčice náležely k panství Rybnov a v 19. století k Novému zámku v Zahrádkách, tedy k Novozámeckému panství Kouniců.

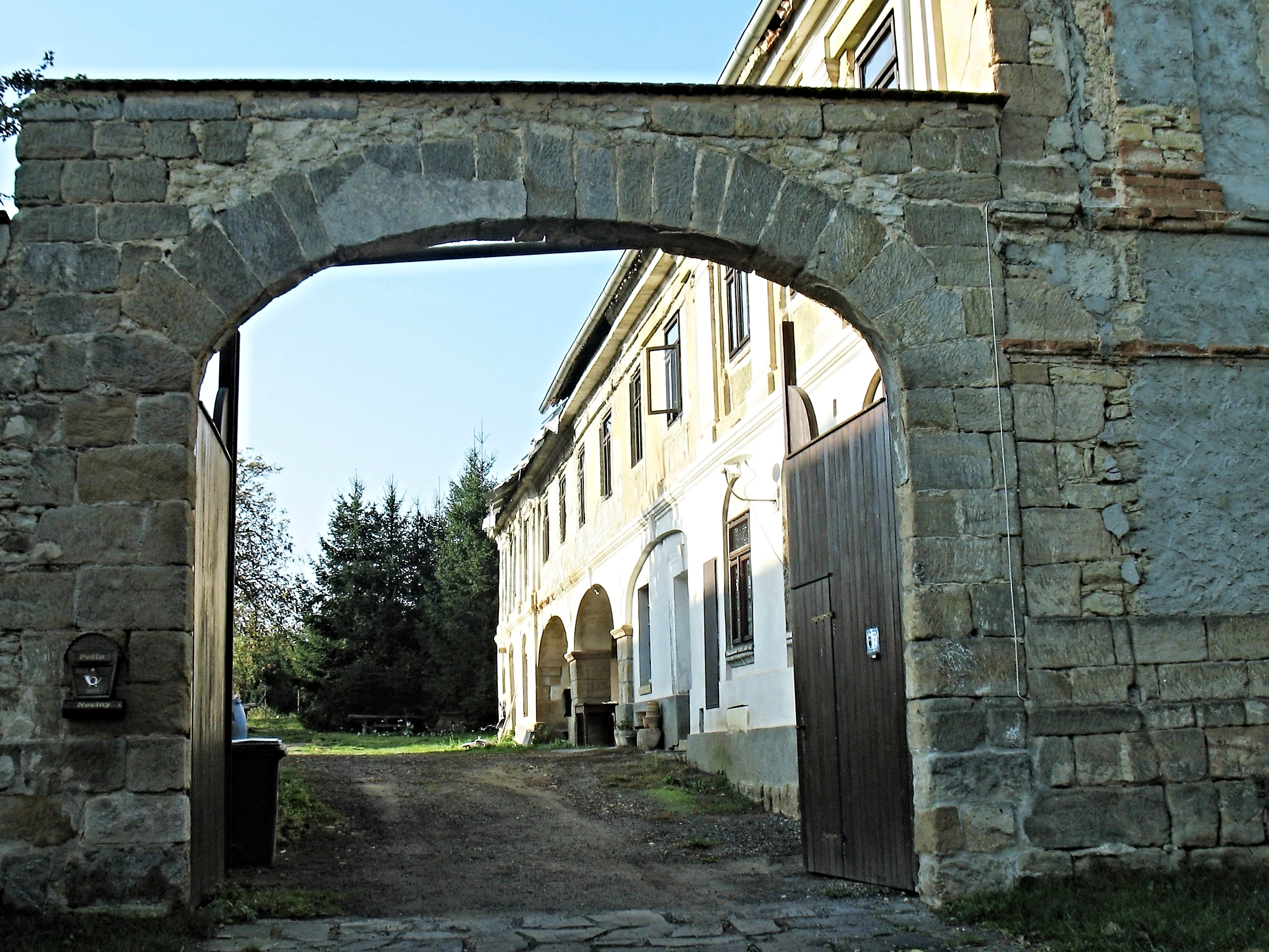
Pohled do dvora usedlosti

V roce 1848 byly Dřevčice postiženy velkým požárem. Oheň zničil celkem 24 zdejších domů, což představovalo více než třetinu celé vesnice. Ještě v témže roce nechala správa Novozámeckého panství v centru vesnice naproti pozemku, na němž stojí usedlost čp. 4, na místě, zvaném Hirtenberg („Pastýřův vrch“) postavit pro děti z Dřevčic a Heřmánek novou  školu. Z doby po požáru pravděpodobně pochází i klasicistní podoba usedlosti čp. 4. Ve  druhé polovině 19. století byla vybudována místní silnice z Dubé do Dřevčic. Tato komunikace, která vede kolem čp. 4, byla ve druhém desetiletí 20. století prodloužena až do Loubí, které přináleží k Holanům.
Usedlost čp.4 do roku 1852 vlastnil rolník Anton Ritter, kterému se přezdívalo Herrnbauer. Autor vlastivědných spisů Friedrich Bernau koncem 19. století vyslovil domněnku, že ohradní zdi této Ritterovy usedlosti by mohly být pozůstatky někdejší středověké dřevčické tvrze.

## Popis stavby
Patrová zděná budova čp. 42 je součástí stavební parcely č. 12/1 o rozloze 2 857 m2 na katastrálním území Dřevčice (okres Česká Lípa). Areál hospodářské usedlosti se skládá z obytného domu a dvora, uzavřeného ohradní zdi s vjezdovou bránou. Budova má polovalbovou střechu, krytou taškami. Průčelí, obrácené do ulice, tj. směrem na sever, má tři okenní osy. Okna v přízemí jsou umístěná ve výklencích a v horní části jsou doplněná půlkruhovými oblouky. Patro je členěné do výše korunní římsy pilastry s reliéfy květin. Severní štít je rozčleněn čtyřmi pilastry s ozdobnými hlavicemi. Okna ve štítu jsou rovněž v mělkých výklencích s půlkruhovým závěrem. Obdobná okna jsou i v podélné části budovy.
V přízemí ve dvoře je síň, do které se vchází pravoúhlým portálem s klenákem. Vlevo od vchodu do síně je chlévní část zdejšího hospodářství, obrácená do dvora podloubím s arkádami. Chlévy mají valenou klenbu. Ve sklepě je rovněž stoupavá valená klenba, zatímco stropy místností v patře i v přízemí, včetně síně, jsou ploché.
Usedlost, která stojí v centru Dřevčic pří místní komunikaci, vedoucí z Dubé do Holan, je v soukromém vlastnictví a není veřejnosti přístupná. U zdi usedlosti vlevo od brány se nachází kamenný podstavec s křížem. Na tomto podstavci, který zde stojí již od roku 1767, je reliéf, znázorňující svržení sv. Jana Nepomuckého z mostu do Vltavy.